# La Voz de Teruel
La Voz de Teruel fue un periódico español editado en Teruel entre 1923 y 1936.

## Historia
Fue fundado en 1923 por León Cano Jarque. Nacido origianalmente como un bisemanario, con posterioridad pasaría a publicarse diariamente. Durante el periodo de la Segunda República fue una publicación de corte liberal y republicano, aunque mantuvo una línea editorial independiente. Continuó editándose hasta el comienzo de la Guerra civil, en 1936.